# Ройпциг
Ройпциг (нем. Reupzig) — община в Германии, в земле Саксония-Анхальт, входит в район Анхальт-Биттерфельд в составе общины Южный Анхальт.
Население составляет 322 человек (на 31 декабря 2008 года). Занимает площадь 8,58 км².

## История
Первое упоминание о поселении относится к 1160 году.
1 января 2010 года, после проведённых реформ, Ройпциг и ещё 20 коммун, были объединены в общину Южный Анхальт, а управление Зюдлихес Анхальт было упразднено.

## Галерея

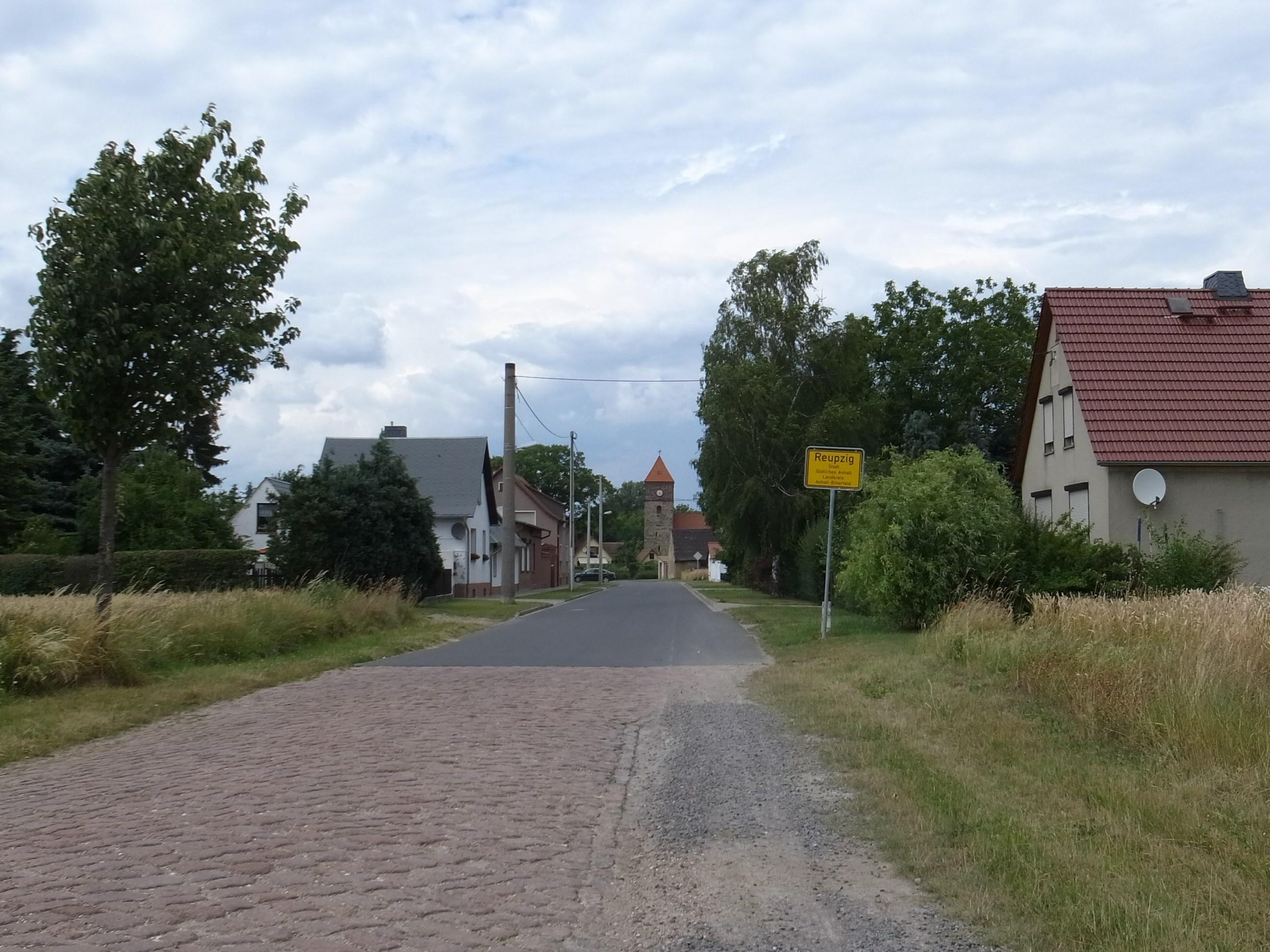
На въезде в Ройпциг
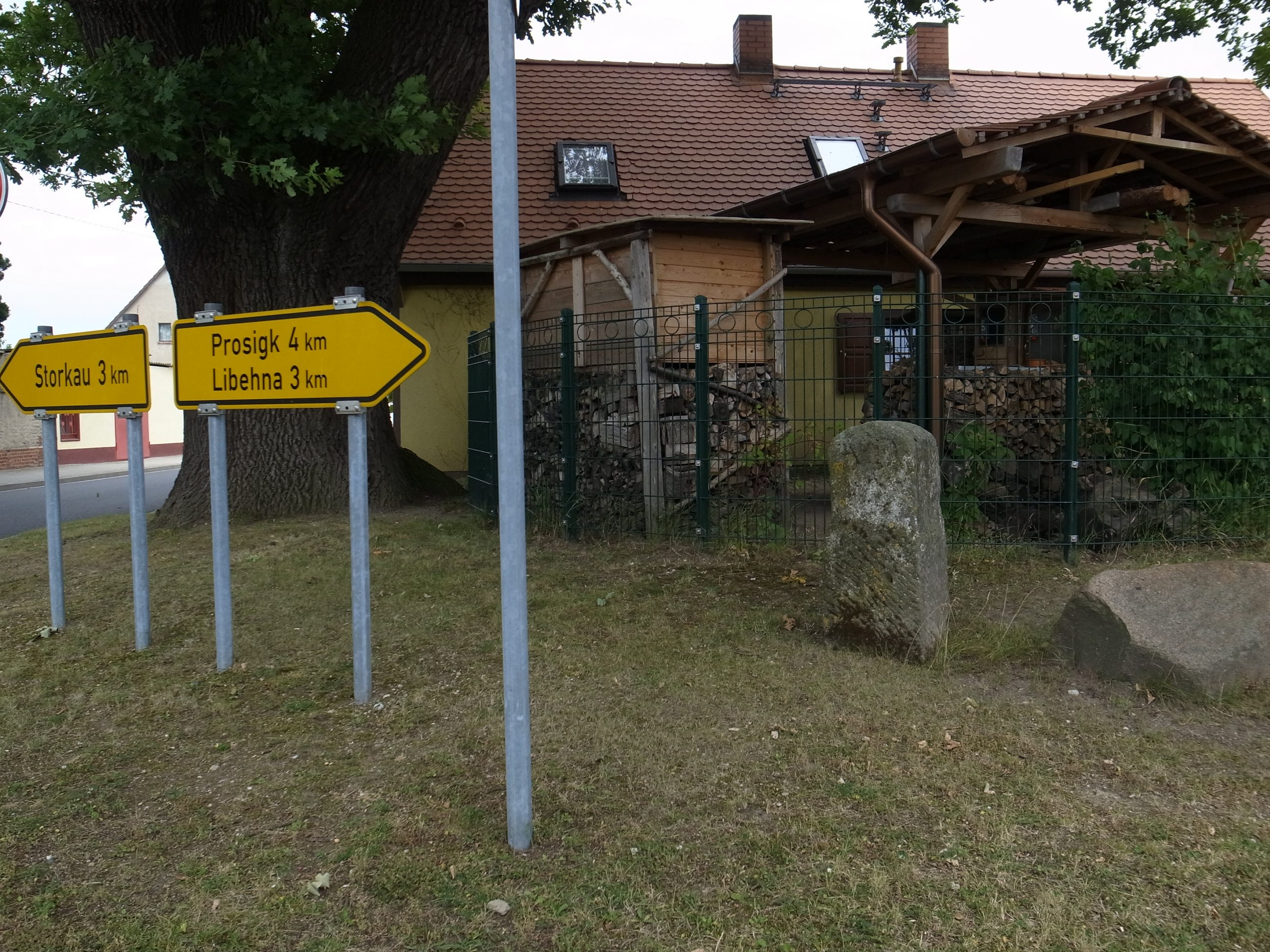
Указатели у местного дома